# Taraxacum siphonanthum
Taraxacum siphonanthum là một loài thực vật có hoa trong họ Cúc. Loài này được X.D.Sun & al. mô tả khoa học đầu tiên năm 2001.